# 25th Anniversary SEIKO MATSUDA CONCERT TOUR 2005 fairy
『25th Anniversary SEIKO MATSUDA CONCERT TOUR 2005 fairy』（トゥエンティーフィフス・アニヴァーサリー・コンサート・ツアー・2005・フェアリー）は、松田聖子のライブ・ビデオ。2005年11月23日発売。発売元はSony Records。

## 解説
同年6月～8月に行われた25周年記念コンサート・ツアーから大阪城ホールでの模様を収録したDVD。
特典映像として自身初の海外公演となった台湾公演のレポートが収録されている。
同年発売アルバム『fairy』からは3曲を披露した。
11月30日にはUMD.MUSICとしても発売された。

## 収録曲
Disc1
1. Overture
2. Giselle
3. 永遠さえ感じた夜
4. 花びら
5. ベルベット・フラワー
6. 赤いスイートピー
7. ピンクのモーツァルト
8. 時間の国のアリス
9. 大切なあなた
10. 続・赤いスイートピー
11. 抱いて…
12. 瞳はダイアモンド
13. 小麦色のマーメイド
14. SWEET MEMORIES
15. あなたに逢いたくて〜Missing You〜
16. 逢いたい
17. 天使のウィンク
18. 裸足の季節
19. 青い珊瑚礁
20. Eighteen
21. 渚のバルコニー
22. Rock'n Rouge
23. チェリーブラッサム
24. 夏の扉
25. Only My Love

Disc2
1. 輝いた季節へ旅立とう
2. 20th Party
3. 眠れない夜
4. 2005年 台湾公演レポート

## 参照
1. ↑  “25th Anniversary SEIKO MATSUDA CONCERT TOUR 2005 fairy”.   ORICON NEWS. 2019年9月7日閲覧。
2. ↑  “25th Anniversary SEIKO MATSUDA CONCERT TOUR 2005 fairy 【UMD.MUSIC】”. Sony Music Shop. 2019年9月7日閲覧。